# Théâtre des Bleus de Bar
 (octobre 2020).
Le théâtre des Bleus de Bar est un ancien théâtre de Bar-le-Duc, inauguré en 1902, reconverti en salle de gymnastique en 1960, et définitivement fermé en 1960. Le théâtre a aussi porté à sa création les noms de Théâtre nouveau puis de Théâtre Jeanne d'Arc.  
En avril 2016, son dernier propriétaire, l'Office Public de l’Habitat de la Meuse, le revend à un trio d'amis soucieux de le rénover qui constituent une association. 
En mai 2018, le théâtre est choisi comme l'un des dix-huit « sites emblématiques » retenus par le loto du patrimoine.

## Historique

### Le Nouveau Théâtre (1902-1906)
C'est par l'initiative de Claude-Marcel Mayeur, négociant en vin à Bar-Le-Duc, que le théâtre est construit en 1900 par Louis Morel, entrepreneur en travaux publics. La construction aura coûté près de 300 000 Francs,. 
Il est inauguré en 1902 sous le nom de « Nouveau Théâtre » où, pendant quatre années, plusieurs troupes importantes viennent s'y produire, notamment les célèbres tournées Frédéric Achard et Chataignié, qui faisaient les beaux jours des théâtres parisiens. 
À cette époque, le théâtre est également un lieu incontournable de la ville où les Barisiens se retrouvent régulièrement sur ses terrasses pour des bals, des cérémonies ou des rassemblements conviviaux de tous genres. 
La programmation y est assez diverse allant du vaudeville à l'opérette en passant par des concerts ainsi que les débuts du cinématographe. 
Malheureusement, Claude-Marcel Mayeur, n'étant pas issu du milieu du spectacle, semble rencontrer quelques difficultés dans la gestion du théâtre. Accumulant les dettes, la grande propriété est cédée aux enchères en 1906 (mise à prix 20 000 Francs, adjugé à 31 000) à M. Baudelaire, représentant de commerce à Bar-Le-Duc, principal créancier.

### Théâtre Jeanne d'Arc (1906-1945)
Sept barisiens se rendent alors acquéreurs de l'ensemble afin de procurer des locaux à l'œuvre Saint-Joseph et aux « Bleus de Bar », qui mêlent des activités culturelles et sportives. Pour ce faire, ils font appel à l'aide financière de plusieurs Barisiens.
Les Bleus de Bar étant les nouveaux propriétaires du théâtre, ils en assurent la gestion et vont créer leurs propres troupes fondées par l'abbé Michel, aumônier et directeur des Bleus : « La troupe du Théâtre Jeanne d'Arc » puis « La troupe du Cercle Jeanne d'Arc », troupe mixte, de 1920 à 1939. Ces deux formations se montrent très actives et vont mettre en scène une cinquantaine de spectacles, parmi lesquels L'Avare, Le Voyage de Monsieur Périchon, La Maison des Deux Barbeaux, Un Chapeau de paille d'Italie ou encore un grand spectacle comme Michel Strogoff qui a nécessité une centaine de figurants.

### Le théâtre sous l'occupation
En 1939, plusieurs membres des Bleus sont mobilisés à la guerre. Le théâtre est également occupé par les Allemands et prend le nom de « Theater Soldaten », et la scène est surmontée d'un immense aigle à croix gammée. On raconte que trente prisonniers échappés se seraient cachés dans ses loges.
En 1942, afin d'accroître les recettes et de proposer de nouveaux espaces à la location, une salle des fêtes est construite sur la terrasse.
Pendant la seconde guerre mondiale, certains barisiens montent une nouvelle troupe, « Les Tréteaux Barisiens », célèbre formation qui, jusqu'en 1956, donnera 750 représentations, notamment La Térésina, Embrassons-nous Folleville, Madame Sans-Gêne, etc.). Les Tréteaux Barisiens s'illustrent au-delà du département en remportant des concours importants : premiers prix au concours national d'art dramatique de Versailles, au concours national d'Aix les Bains, au concours de Nancy.

### Le Théâtre des Bleus (1945-1970)
A la Libération, sous l'impulsion de Robert Nicat et Guy Errard, une nouvelle troupe est créée  « La Troupe Bleue ».

### Une salle de gymnastique (1970-2002)
À la suite du « Drame du 5-7 » en 1970, les normes de sécurité deviennent plus contraignantes. Faute de moyens pour mettre le théâtre aux normes, les Bleus de Bar sont dans l'obligation de le fermer au public. Aucune représentation ne peut être envisagée en l'état. Les fauteuils sont retirés et un parquet est construit pour mettre la scène au même niveau que l'orchestre, offrant ainsi un espace plus commode aux activités de gymnastique. Avec des températures hivernales difficiles et un espace qui commence à se dégrader et à devenir de plus en plus dangereux, les gymnastes quittent définitivement les lieux en 2002. L'avenir du théâtre devient incertain, compte tenu de son état, de son utilisation devenue impossible, et du coût de son entretien pour l'association qui en est propriétaire.

### Abandon et menaces de destruction (2002-2016)
En décembre 2002, Les Bleus de Bar trouvent un acquéreur et cèdent le théâtre, son terrain, et les immeubles rattachés rue Saint-Jean, à la S.A. VTB 55, qui a pour projet d'y construire des logements et des bureaux. La fin est proche pour le théâtre, où sept logements devaient prendre place en ses lieux. Alors que la menace de destruction rôde, une association est créée par messieurs Persegol, Rambeaux, Henry et Duménil, qui parviennent à s'opposer à ce projet grâce à l'intervention de Sophie Chabot, Architecte des Bâtiments de France. Le théâtre est alors en sursis. La S.A. VTB 55 réalise des logements rue Saint-Jean, mais l'ancien théâtre est épargné.

### Renaissance (2016)
En juillet 2015, le théâtre sort de l'oubli par l'intermédiaire de L'Est Républicain. L'O.P.H. de la Meuse, nouveau propriétaire des lieux, interpelle la population quant à l'avenir de ce patrimoine hors du commun, dont la situation est toujours incertaine et qui, faute de projet, pourrait être détruit. C'est à la suite de cet article que trois amis d'enfance, Anthony Marty, Étienne Tagnon et Loïc Alif, décident en 2015 de constituer une association pour entreprendre, dans un premier temps, une étude de projet de restauration. Après plusieurs mois de réflexion et de visites avec des spécialistes, et accompagnés par la fondation du patrimoine, ils décident d'acquérir le lieu en mai 2016 pour entreprendre le projet de réhabilitation. L'association pour la sauvegarde du Théâtre des Bleus de Bar a pour objectif de récolter les fonds nécessaires à la rénovation, et devient le maître de l'ouvrage. De nombreux bénévoles intègrent l'association, et participent activement à ce projet ambitieux, dans le cadre de chantier bénévoles. 
En mai 2018, le projet est retenu parmi les dix-huit projets emblématiques dans le cadre du Loto du patrimoine et, par arrêté du 24 avril 2020, il est inscrit en totalité au titre des monuments historiques.